# Мыловое
Мыловое (укр. Милове) — село в Бериславском районе Херсонской области Украины. Центр Мыловской сельской общины.
Почтовый индекс — 74351. Телефонный код — 5546. Код КОАТУУ — 6520684201.

## Население
Население по переписи 2001 года составляло 1071 человек.

### Языковой состав
Родной язык населения по данным переписи 2001 года:
| Язык       | Численность, чел. | Доля     |
| ---------- | ----------------- | -------- |
| Украинский | 1 024             | 95,61 %  |
| Русский    | 42                | 3,92 %   |
| Другое     | 5                 | 0,47 %   |
| Итого      | 1 071             | 100,00 % |

## Известные уроженцы
- Баш, Яков Васильевич (1908—1986) — украинский советский писатель.
- Пирогов, Тимофей Ефимович (1911—1981) — Герой Советского Союза.
- Чупилко, Иван Афанасьевич (1913—1995) — Герой Советского Союза.

## Местный совет
74351, Херсонская обл., Бериславский р-н, с. Мыловое, ул. Бериславская, 26